# Милорад Јанковић (генерал)
Милорад Мића Јанковић (Кличевац, код Ваљева, 17. октобар 1920 — Београд, 16. јун 1996) био је учесник Народноослободилачке борбе и генерал-пуковник ЈНА. У периоду од 1952. до 1953. године обављао је дужност начелника Војне академије.

## Биографија
Рођен је 17. октобра 1920. године у Кличевцу, код Ваљева. У Ваљеву је завршио основну школу и Ваљевску гимназију. У Југословенској војсци био је питомац Ниже школе Војне академије.
У Народноослободилачком рату (НОР) је од 1941. године, а члан Комунистичке партије Југославије (КПЈ) од 1942. године. У рату је био заменик команданта и командант Пратећег батаљона Врховног штаба НОВ и ПОЈ, а касније командант Првог батаљона Гардијске бригаде, све до после рата, 1946. године.
После рата и ослобођења Југославије, остао у професионалној војној служби Југословенске народне армије (ЈНА), обављајући бројне дужности. Био је командант специјалне бригаде и пука у Гардијској дивизији, до септембра 1948. године, након чега одлази на школовање у Пешадијско војно училиште, које завршава 1950. године. Ту је остао у својству наставника опште тактике, до маја 1952, потом и начелника Пешадијског војног училишта (данас Војна академија), до августа 1953. године, након чега прелази на дужности у Генералштабу (у Четвртој управи и Трећем одељењу). Наставник на Вишој војној академији ЈНА, био је од децембра 1959. до фебруара 1961. године. Начелник Штаба Војног подручја (Крагујевац) био је до маја 1965, начелник Пешадијског школског центра (ПШЦ), до јуна 1967, начелник Штаба Прве армијске области, до јуна 1971. и начелник Ратне школе ЈНА, до 1975. године. Завршио је Вишу војну академију ЈНА. Пензионисан је 1978. године у чину генерал-пуковника ЈНА.
Први официрски чин — поручника, добио је 1943. године. 1944. је унапређен у мајора, потом 1946. у потпуковника и пуковника, 1947. године. Чин генерал-мајора добија 1959, генерал-потпуковника 1965, а генерал-пуковника 1973. године.
Преминуо је 16. јуна 1996. године у Београду, а по личној жељи сахрањен је 18. јуна у породичној гробници у Ваљеву.
Носилац је Партизанске споменице 1941. и других иностраних и југословенских одликовања, међу којима су — Орден народне армије са ловоровим венцем, Орден за војне заслуге са великом звездом Орден заслуга за народ са сребрним зрацима, Орден братства и јединства са сребрним венцем, Орден народне армије са златном звездом, Орден за храброст, Орден за војне заслуге са златним мачевима и Орден партизанске звезде са пушкама. Од иностраних одливања, истиче се совјетски Орден Александра Невског, Чехословачки Ратни крст 1939. и Орден за заслуге на пољу славе Народне Републике Пољске.